# Ліцей № 208 (Київ)

Зовнішній вигляд ліцею

Ліцей № 208 — науковий фізико–математичний освітній заклад при у Дніпровському районі міста Києва, за адресою Ованеса Туманяна, 2. Викладання здійснюється українською мовою. У ліцеї навчаються учні 5—11 класів. Зарахування до 5 та 10 класів на конкурсній основі. Спеціалізації підготовки: фізико-математична, економічна, хіміко–біологічна. 

## Історія
Історія створення ліцею розпочалась із 1972 року. Втілення ідеї створення фізико-математичної школи для дітей розпочала Тямушева Тетяна Іванівна — перший директор школи № 208. Саме її заслуга в тому, що протягом 1972—1973 років був створений колектив учителів-однодумців, який відзначався демократичним та шанобливим ставленням до дітей. Саме тоді починає функціонувати восьмирічна школа № 208 з поглибленим вивченням математики.
У 1973 році восьмирічна школа № 208 набуває статусу середньої. Значно збільшується кількість учнів. Учительський колектив наповнюється новими педагогами, своєю творчою роботою особливо відзначається методичне об'єднання вчителів математики: Тямушева Т. І., Соколовський Г. М., Висоцька Г. К. Учні беруть участь у роботі Всесоюзної заочної математичної школи при МДУ.
У 1980 році школу закінчило 80 учнів, вони отримали свідоцтва і стали студентами вищих навчальних закладів. Перший досвід роботи факультативу з поглибленим вивченням математики вивчався та узагальнювався Міністерством освіти України і став основою при складанні програми для математичних класів у 1987–1991 роках.
З 1976 по 1990 роки школа — учасниця Всесоюзних свят юних математиків у місті Батумі.
У 1984–1985 роках Міністерство освіти вивчає досвід роботи методичного об'єднання вчителів математики школи. Методичне об'єднання вчителів математики району очолює Соколовський Г. М. Проводяться відкриті уроки для вчителів міста й області, семінари, заняття факультативів. Досвід узагальнений і надрукований у 1987 році у журналі «Математика в школі» № 1. Стало традицією проводити шкільні і районні тижні математики, олімпіади, КВК, «математичні бої», естафети, конкурси газет тощо. Протягом двадцяти років учителі школи готували основу основ — фундамент для відкриття ліцею № 208 з фізико-математичним профілем навчання.
1990 рік. Педагогічний колектив школи очолює Мошкола Михайло Іванович. Його прихід став новим імпульсом для розкриття творчого потенціалу як учителів, та і вихованців школи. Михайло Іванович доклав немалих зусиль для створення у школі таких умов, щоб кожний член колективу відчував радість від своєї праці. Сучасний дух демократизму, взаєморозуміння, співпраці і творчості надихав на добрі й цікаві справи — предметні тижні, фестивалі, туристичні, спортивні змагання, літературні вечори, українські вечорниці, огляди художньої самодіяльності, турніри ерудитів та олімпіади, поїздки, зустрічі з цікавими людьми, музичні лекторії тощо.
У 1991–1992 роках школа здобуває статус школи-ліцею. Керівництво ліцею спільно з батьківським комітетом та учнівською радою розробили Статут ліцею. В ці роки до школи прийшли працювати молоді педагоги, її випускники.
1997 рік. Дарницька районна рада приймає рішення про надання закладу статусу ліцею. Показник роботи вчительського колективу — 100 % вступ до вищих навчальних закладів випускників ліцею.

## Педагогічний колектив
Навчання у ліцеї здійснюється колективом, який складається з 48 вчителів. Серед них:
- Заслужений вчитель України
- 9 мають звання «вчитель-методист»;
- 10 — нагороджені знаком «Відмінник освіти України»;
- 17 — мають вищу кваліфікаційну категорію;
- 13 — першу категорію.

## Навчання у ліцеї
Навчання у ліцеї для 5-11 класів здійснюється за п'ятиденним тижневим графіком.
Початок першого уроку — о 9 годині ранку, закінчення шостого — о 14.35.
Починаючи з 5 класу учні поглиблено вивчають математику, українську мову та літературу, з 7 — фізику, інформатику, а з 10-го класу розподіляються по двох спеціалізаціях. Класи физико -математичної спеціалізації мають такі профілюючи дисципліни: математика, фізика, інформатика. Для класів економічної спеціалізації профілюючими є математика, географія, англійська мова, інформатика. Учні ліцею мають можливість займатись різними видами спорту. У ліцеї навчається багато спортсменів — юніорів, які мають спортивні розряди, звання кандидатів у майстри спорту України та мають спортивні досягнення на міжнародному рівні.

## Партнерство
У своїй роботі педагогічний колектив тісно співпрацює зі своїми базовими вищими навчальними закладами — Київським політехнічним інститутом, Київським славістичним університетом, Міжнародним університетом фінансів, радіофізичним факультетом Київського національного університету імені Тараса Шевченка, Інститутом ринкових відносин та підприємництва.

## Суспільна діяльність
Під час складної політично-військової ситуації, що розпочалася на початку весни 2014-го року в східних областях України, учні ліцею підтримали благодійний флешмоб «Перше вересня без квітів». На меті, якого був збір коштів на ліки першої невідкладної допомоги для солдатів, що постраждали в АТО на сході України, замість дарунків букетів учителям.

## Розташування
До ліцею зручно добиратись на метро (5 хв. пішки від станції метро «Лівобережна»); поруч з метро — зупинки автобусів (маршрути № 48, 49, 95, 108, 46, 42, 45, 316), а також маршрутних таксі, які курсують у напрямках Дарницького району та Лісового масиву, Троєщини.